# Ötüken

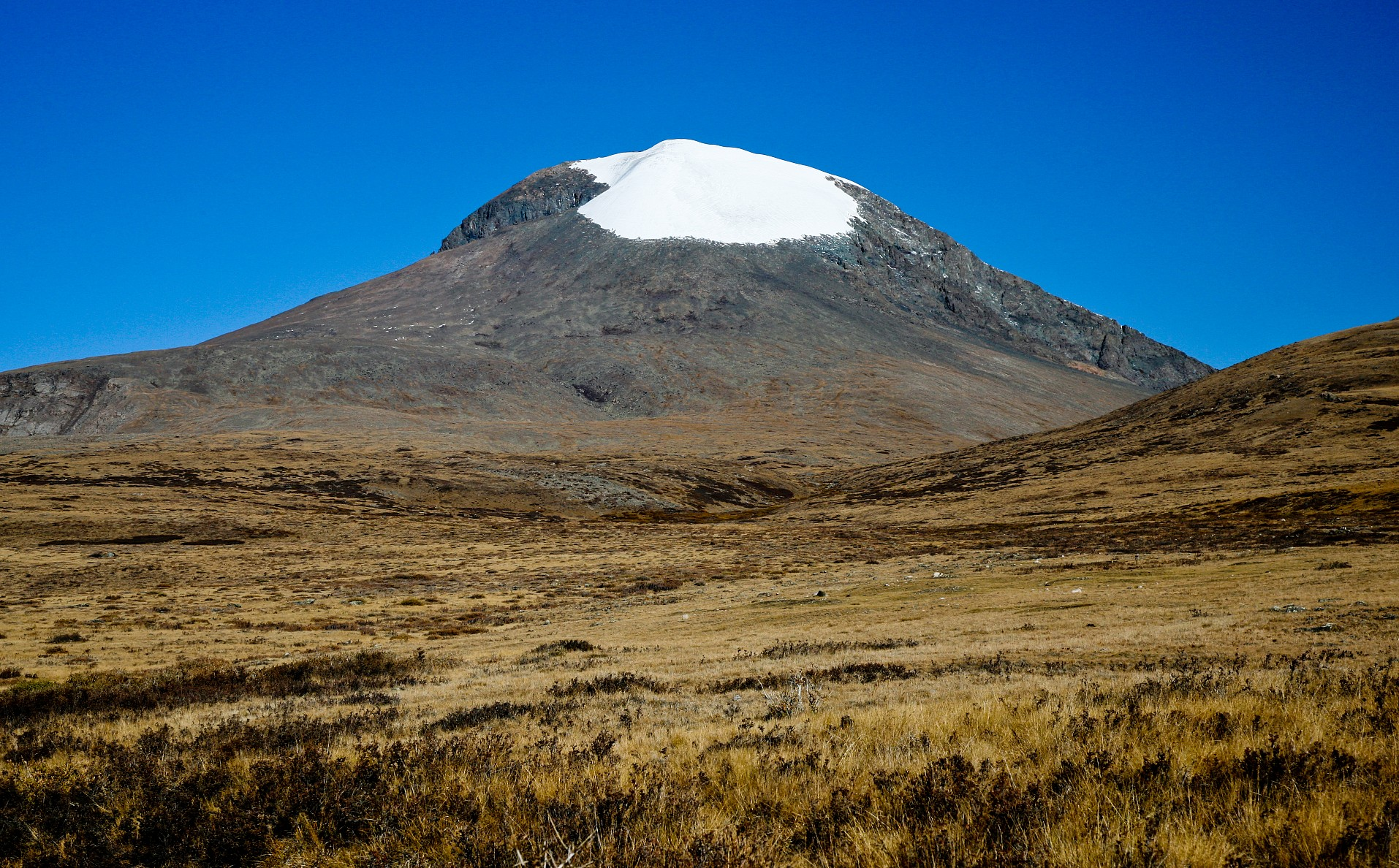
Mount Otgontenger, el nom del qual és una combinació dels noms Otuken i Tengri.

Ötüken (xinès Yu-tou-kin) és una regió muntanyosa de l'Àsia central d'importància religiosa per als pobles turcs primitius. Es creu que estava a la part oriental de les muntanyes Khangai, al curs superior de l'Orkhon i del Tamir, en territori que avui dia pertany a Mongòlia (a l'oest del país).
Fou el centre del kaghan del Segon Kaganat Turc. El 742, els uigurs, els karlucs i els basmils es van rebel·lar contra el Kaganat Turc, i el 744, els basmils van capturar Ötüken matant el kagan Ozmich. Més tard aquell any es va formar una aliança de uigurs i karlucs que va derrotar els basmils, matant el seu kagan i fent desaparèixer els basmils com a poble. Les hostilitats entre els uigurs i els karluks van forçar els karlucs a emigrar cap a l'oest cap a Jetissú i a entrar en conflicte amb els türgesh, als quals van derrotar i conquerir el 766.
Al segle xiii, quan van arribar-hi els mongols, la muntanya fou considerada com Atugan o Itugan, la dea mongola de la fertilitat.